# میواکوو (استان اشوی‌داشکسیه)
میواکوو (به لهستانی: Miłaków) یک منطقهٔ مسکونی در لهستان است که در گمینا گووارچوو واقع شده‌است. میواکوو ۱۶۰ نفر جمعیت دارد.